# CRUD
CRUD is een afkorting uit de informatica die staat voor de vier basisoperaties die op duurzame gegevens (meestal een database) uitgevoerd kunnen worden. Deze zijn:
- Create (of insert): Toevoegen van nieuwe gegevens.
- Read (of select): Opvragen van gegevens.
- Update: Wijzigen van gegevens.
- Delete: Verwijderen van gegevens.

Vrijwel elk softwareprogramma maakt gebruik van de CRUD-functionaliteit.

## CRUD-matrix
Een CRUD-matrix legt de relaties vast tussen data-objecten (tabellen in een relationele database) en systeemfuncties. 
CRUD-matrices (of tabellen) kunnen gebruikt worden als een hulpmiddel voor de compleetheidscontrole van een logisch informatie- of datamodel. Het is bijvoorbeeld onlogisch als gegevens wel worden opgeslagen, maar nooit gelezen. Dan kun je je afvragen of het wel nuttig is om de gegevens op te slaan. Een andere mogelijkheid is dat er vergeten is een rapportage te beschrijven die van de opgeslagen gegevens gebruik gaat maken. De CRUD-matrix dwingt tot het goed nadenken over de verschillende query's en is vaak de laatste stap van een logisch gegevensmodel. Het fysieke database-ontwerp volgt hier op, ook wel de technische optimalisatie genoemd.

## Gegevenscyclustest
Een CRUD-matrix is ook nodig als er een gegevenscyclustest moet worden uitgevoerd. Dit is een softwaretest om integratiefouten te vinden. Deze test wordt daarom vaak in een acceptatietest gebruikt. Het test bijvoorbeeld of klantgegevens verwijderd kunnen worden als er nog openstaande orders of facturen van deze klant aanwezig zijn. Wat wel en niet mag met gegevens kan worden vastgelegd in een integriteitsregel ook wel een businessrule genoemd. 

## Geschiedenis
CRUD-tabellen zijn geïntroduceerd door James Martin in de jaren '70 in Information Engineering en gerelateerde onderwerpen.
databasemanagementsysteem · databasemodel · databasenormalisatie · referentiële integriteit · relationele algebra · relationele database · relationeel model